# Marià Gómez Fajardo
Marià Gómez Fajardo (?, 5 d'agost de 1919 - Barcelona, 17 de gener de 2005) fou un futbolista català de la dècada de 1940.

## Trajectòria
Fou jugador del FC Barcelona durant la temporada 1937-38, en la qual disputà dos partits de la Lliga Catalana de Futbol, competició guanyada pel Barça. Durant els anys 1940 fou jugador del Gimnàstic de Tarragona, el CD Tortosa i el CE Europa.